# ابن عقدة
أحمد بن محمد بن سعيد بن عبد الرحمن بن إبراهيم بن زياد بن عبد الله بن عجلان أبو العباس، ابن عقدة، أحدُ رواة الحديث المشتركين بين أهل السنة والجماعة والشيعة، مولى عبد الرحمن بن سعيد بن قيس الهمداني. وُلد 15 محرم سنة 249 هـ بالكوفة وتُوفي 23 ذو القعدة سنة 332 هـ.

## عقيدته
قال عنه الذهبي: رمي ابن عقدة بالتشيع، ولكن روايته لهذا ونحوه، يدل على عدم غلوه في تشيعه، ومن بلغ في الحفظ والآثار مبلغ ابن عقدة، ثم يكون في قلبه غل للسابقين الأولين، فهو معاند أو زنديق. والله أعلم.
قال ابن النجار: وكان عقدة زيديا، وكان ورعا ناسكا، سمي عقدة لأجل تعقيده في التصريف، وكان وراقا جيد الخط، وكان ابنه أحفظ من كان في عصرنا للحديث.
ويقول التستري (رجل دين شيعي): «لكنّ الخطيب لم يذكر مذهبه، وإنّما قال: إنّ أباه عقدة كان زيدياً، ثم احتمل أن يكون زيدياً، ظاهر سكوته كونه عاميّا. ويؤيّده أنّه نقل عنه أنّه روى خبرهم: «إنّ أبا بكر وعمر سيّدا كهول أهل الجنّة». و أنّه روى عن سفيان قال: «لا يجتمع حبّ عليّ و عثمان إلا في قلوب نبلاء الرجال». إلا أنّه يمكن أن يقال: إنّه كان زيديّا و روى للعامّة كما روى للإماميّة». وقال العلامة الحلي " جليل القدر عظيم المنزلة وكان زيديا جاروديا وعلى ذلك مات". وقال ابن داود الحلي: رجل جليل القدر في أصحاب الحديث إلا أنه كان زيديا جاروديا".

## روايته للحديث عند أهل السنة

### شيوخه
قال عنه الذهبي: «سمع من : أبي جعفر محمد بن عبيد الله بن المنادي، وأحمد بن عبد الحميد الحارثي، والحسن بن علي بن عفان، والحسن بن مكرم، وعلي بن داود القنطري، ويحيى بن أبي طالب، وأبي يحيى بن أبي مسرة المكي، وإبراهيم بن أبي بكر بن أبي شيبة، وعبد الله بن أسامة الكلبي، ومحمد بن الحسين الحنيني، وأحمد بن أبي خيثمة، وعبد الله بن روح المدائني، وإسحاق بن إبراهيم العقيلي، وأحمد بن يحيى الكوفي، ويعقوب بن يوسف بن زياد، ومحمد بن إسماعيل الراشدي، وعبد الملك بن محمد الرقاشي، وأبي بكر بن أبي الدنيا، وإبراهيم بن عبد الله القصار، وأبو مسلم الكجي، وأبي الأحوص العكبري، ومحمد بن سعيد العوفي، ومحمود بن أبي المضاء الحلبي، ومحمد بن أحمد بن الحسن القطواني، والحسن بن عتبة الكندي، وعبد الله بن أحمد بن المستورد، والحسن بن جعفر بن مدرار، وعبد العزيز بن محمد بن زبالة المديني، وأمم سواهم.»

### تلاميذه
قال عنه الذهبي: «روى عنه : الطبراني، وابن عدي، وأبو بكر بن الجعابي، وابن المظفر، وأبو علي النيسابوري، وأبو أحمد الحاكم، وابن المقرئ، وابن شاهين، وعمر بن إبراهيم الكتاني، وأبو عبيد الله المرزباني، وابن جميع الغساني، وإبراهيم بن عبد الله خرشيذ قولة، وأبو عمر بن مهدي، وأبو الحسين أحمد بن المتيم، وأحمد بن محمد بن الصلت الأهوازي. وخلائق.»

### الجرح والتعديل
- قال الدارقطني: كان رجل سوء.
- قال البرقاني، سألت أبا الحسن عن ابن عقدة: ما أكثر ما في نفسك عليه، قال: الإكثار بالمناكير.
- قال ابن حيويه: كان ابن عقدة في جامع براثا يملي مثالب الصحابة، أو قال: الشيخين، فلا أحدث عنه بشيء.
- قال أبو أحمد بن عدي الجرجاني: هو صاحب معرفة وحفظ وتقدم في الصنعة، رأيت مشايخ بغداد يسيئون الثناء عليه.
- قيل: إن الدارقطني كذب من يتهمه بالوضع؛ وإنما بلاؤه من روايته بالوجادات ومن التشيع.

## موقف الشيعة من روايته للحديث
يعتبره الشيعة أنه ثقة في رواية الحديث هو من مشايخ الكليني.
روى عن: أبي الحسن بن القاسم، وأحمد بن الحسين بن عبد الملك الأودي، وأحمد بن يوسف، وجعفر بن عبد الله العلوي، وجعفر بن عبد الله المحمدي العلوي، وجعفر بن مالك أبي عبد الله الفزاري، وجعفر بن محمد الحسيني، وعلي بن الحسن، وعلي بن الحسن بن فضال، ومحمد بن عبد الله بن غالب.
روى عنه: محمد بن أحمد بن داود، ومحمد بن أحمد بن داود أبو الحسن، ومحمد بن أحمد بن داود القمي، ومحمد بن محمد بن طاهر الموسوي أبو عبد الله الشريف الفاضل، وأبو محمد هارون بن موسى.
الجرح والتعديل: قال النجاشي: «رجل جليل في أصحاب الحديث، مشهور بالحفظ، والحكايات تختلف عنه في الحفظ وعظمه... وعظم محله وثقته وأمانته» قال الطوسي " وأمره في الثقة والجلالة وعظم الحفظ أشهر من أن يذكر " وقال في رجاله «جليل القدر، عظيم المنزلة، له تصانيف كثيره» وقال النعماني " وهذا الرجل ممن لا يطعن عليه في الثقة ولا في العلم بالحديث والرجال الناقلين له وقال ابن شهر آشوب " ثقة زيدي إلا أنه مصنف‌ لأصحابنا " وقال العلامة الحلي " جليل القدر عظيم المنزلة وكان زيديا جاروديا وعلى ذلك مات " وقال ابن داود الحلي: رجل جليل القدر في أصحاب الحديث إلا أنه كان زيديا جاروديا " وقال أبو علي الحائري «وأمره في الثقة والجلالة وعظم الحفظ أشهر من أن يذكر»